# Christoph Wagner
Christoph Wagner, född 1 oktober 1869 i Michelbach am Wald, Oberamt Öhringen, död 24 maj 1936 i Stuttgart, var en tysk skogsman.
Wagner blev 1903 professor i Tübingen och 1920 i Freiburg im Breisgau. Han var en framstående författare på det skogliga området. Ett av hans första större verk, Die Grundlagen der räumlichen Ordnung im Walde (1907; tredje upplagan 1914), behandlar ingående de bestämda regler, som finnas för trädindividens och beståndens lagring till varandra i mån av deras skogliga egenskaper. Där framläggs ett nytt skogsbrukssätt, kantblädning (tyska: Blendersaumschlag), som han utformade och länge prövade i praktiskt skogsbruk.
Kantblädningen karakteriseras därigenom, att de ytor, som samtidigt är underkastade föryngring, bildar en smal, utefter beståndsgränsen löpande remsa och att föryngringen fortgår därigenom, att denna linje fortskrider över de till föryngring bestämda trakterna från norr till söder. Härigenom skyddas den unga återväxten för den brännande solen från söder. Detta nya skogsbrukssätt, som vann stor framgång i många länder, skildrade han utförligare i Der Blendersaumschlag und sein System (1912; andra upplagan 1915). Han utgav vidare skriftserien "Aus Württemberg, unsere Forstwirtschaft im 20. Jahrhundert", vars första häfte, utarbetat av honom själv, väckte stort uppseende genom uttalanden mot den alltför konservativa tyska skogshushållningen. Han redigerade sista (tredje) upplagan av Tuisko von Loreys Handbuch der Forstwissenschaft (fyra band, 1913). Wagner blev ledamot av svenska Lantbruksakademien 1923.